# Próba obrączkowa

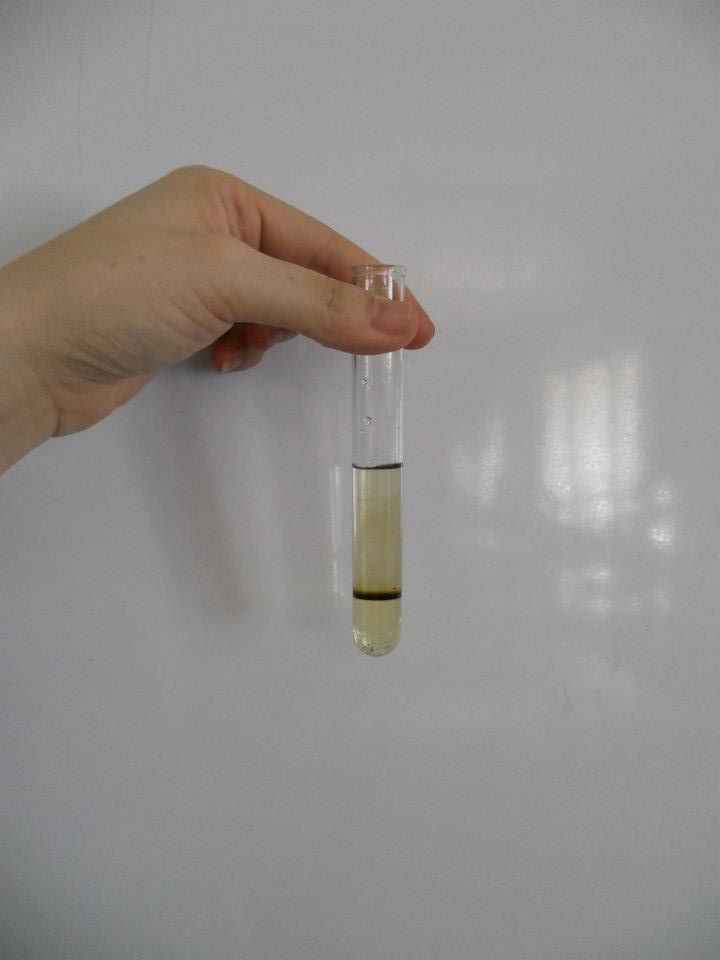
Pozytywny wynik próby obrączkowej

Próba obrączkowa - chemiczna reakcja charakterystyczna umożliwiająca wykrycie azotynów i azotanów. Próba polega na redukcji jonów NO−
2/NO−
3 do tlenku azotu(II) za pomocą zakwaszonego roztworu siarczanu żelaza(II) i obserwacji powstawania nietrwałego kompleksowego jonu nitrozylżelaza(II) [Fe(NO)]2+ o intensywnym brązowym zabarwieniu. Dzięki specyficznej technice wykonania próby (wprowadzenie roztworów do probówki bez ich zmieszania), zabarwienie ma kształt obrączki na granicy roztworów.

## Przeprowadzenie próby

### Azotyny
Nasycony roztwór siarczanu żelaza(II) zakwasza się rozcieńczonym kwasem siarkowym. Następnie na ten roztwór ostrożnie nawarstwia się badany roztwór. Powstająca natychmiast brunatna obrączka świadczy o obecności jonów NO2−:
NO−
2 + 2 H
3O+
 + Fe2+
 → NO + Fe3+
 + 3 H
2O
NO + Fe2+
 → [Fe(NO)]2+

### Azotany
Dla uzyskania pozytywnego wyniku dla azotanów konieczne są drastyczniejsze warunki prowadzenia reakcji. W badanym roztworze rozpuszcza się dużą ilość siarczanu żelaza(II), a następnie ostrożnie podwarstwia, to znaczy wprowadza na dno stężony kwas siarkowy, nie dopuszczając do zmieszania roztworów. Dodatni wynik próby, czyli brunatna obrączka świadczy o obecności jonów NO3−:
NO−
3 + 4 H
3O+
 + 3 Fe2+
 → NO + 3 Fe3+
 + 6 H
2O
NO + Fe2+
 → [Fe(NO)]2+

Reakcja ta jest silnie egzoenergetyczna i naczynie reakcyjne może rozgrzać się do wysokiej temperatury.
W celu wykrycia azotanów w obecności azotynów, jony NO2− należy wstępnie usunąć przez podgrzanie badanego roztworu z chlorkiem amonu:
NO−
2 + NH+
4 → N
2↑ + 2 H
2O